# Championnats d'Europe de natation en petit bassin 2019
Navigation
Édition 2017 Édition 2021
La 24e édition des Championnats d'Europe de natation en petit bassin se déroule du 4 au 8 décembre 2019 à Glasgow au Royaume-Uni.

## Podiums

### Hommes
| Épreuves            | Or                                                                                             | Argent                                                                                 | Bronze                                                                                        |
| ------------------- | ---------------------------------------------------------------------------------------------- | -------------------------------------------------------------------------------------- | --------------------------------------------------------------------------------------------- |
| Nage libre          |                                                                                                |                                                                                        |                                                                                               |
| 50 m                | Vladimir Morozov 20 s 40                                                                       | Florent Manaudou 20 s 66                                                               | Maksim Lobanovskii 20 s 76                                                                    |
| 100 m               | Vladimir Morozov 45 s 53                                                                       | Alessandro Miressi 45 s 90                                                             | Vladislav Grinev 46 s 35                                                                      |
| 200 m               | Danas Rapšys 1 min 41 s 12                                                                     | Duncan Scott 1 min 41 s 42                                                             | Mikhail Vekovishchev 1 min 41 s 52                                                            |
| 400 m               | Danas Rapšys 3 min 33 s 20 CR                                                                  | Thomas Dean 3 min 37 s 95                                                              | Gabriele Detti 3 min 38 s 06                                                                  |
| 1 500 m             | Gregorio Paltrinieri 14 min 17 s 14                                                            | Henrik Christiansen 14 min 18 s 15                                                     | David Aubry 14 min 25 s 66                                                                    |
| Papillon            |                                                                                                |                                                                                        |                                                                                               |
| 50 m                | Oleg Kostin 22 s 23                                                                            | Szebasztián Szabó 22 s 35                                                              | Ümit Can Güreş 22 s 38                                                                        |
| 100 m               | Marius Kusch 49 s 06                                                                           | Mikhail Vekovishchev 49 s 53                                                           | Marcin Cieślak 49 s 75                                                                        |
| 200 m               | Andréas Vazaíos 1 min 50 s 23                                                                  | Ramon Klenz 1 min 51 s 51                                                              | James Guy 1 min 51 s 73                                                                       |
| Dos                 |                                                                                                |                                                                                        |                                                                                               |
| 50 m                | Kliment Kolesnikov 22 s 75                                                                     | Christian Diener 23 s 07                                                               | Shane Ryan 23 s 12                                                                            |
| 100 m               | Kliment Kolesnikov 49 s 09                                                                     | Christian Diener 49 s 94                                                               | Robert Glință 50 s 30                                                                         |
| 200 m               | Radosław Kawęcki 1 min 49 s 26                                                                 | Christian Diener 1 min 50 s 05                                                         | Luke Greenbank 1 min 50 s 09                                                                  |
| Brasse              |                                                                                                |                                                                                        |                                                                                               |
| 50 m                | Vladimir Morozov 25 s 51 ER, CR                                                                | Emre Sakçı 25 s 82                                                                     | Arno Kamminga Fabio Scozzoli 25 s 84                                                          |
| 100 m               | Arno Kamminga 56 s 06                                                                          | Ilya Shymanovich 56 s 42                                                               | Fabio Scozzoli 56 s 55                                                                        |
| 200 m               | Arno Kamminga 2 min 2 s 36                                                                     | Erik Persson 2 min 2 s 80                                                              | Marco Koch 2 min 2 s 87                                                                       |
| 4 nages             |                                                                                                |                                                                                        |                                                                                               |
| 100 m               | Kliment Kolesnikov 51 s 15                                                                     | Sergei Fesikov 51 s 59                                                                 | Andréas Vazaíos 51 s 62                                                                       |
| 200 m               | Andréas Vazaíos 1 min 50 s 85 ER, CR                                                           | Tomoe Zenimoto Hvas 1 min 51 s 74                                                      | Philip Heintz 1 min 52 s 55                                                                   |
| 400 m               | Max Litchfield 4 min 1 s 36                                                                    | Ilia Borodin 4 min 3 s 65 EJR                                                          | Daniil Pasynkov 4 min 4 s 98                                                                  |
| Relais              |                                                                                                |                                                                                        |                                                                                               |
| 4 × 50 m nage libre | Russie Vladislav Grinev Mikhail Vekovishchev Kliment Kolesnikov Vladimir Morozov 1 min 22 s 92 | Pologne Paweł Juraszek Marcin Cieślak Karol Ostrowski Jakub Kraska 1 min 23 s 74       | Italie Federico Bocchia Marco Orsi Giovanni Izzo Alessandro Miressi 1 min 24 s 50             |
| 4 × 50 m 4 nages    | Russie Kliment Kolesnikov Vladimir Morozov Oleg Kostin Vladislav Grinev 1 min 30 s 63          | Hongrie Richárd Bohus Dávid Horváth Szebasztián Szabó Maksim Lobanovskii 1 min 32 s 10 | Biélorussie Viktar Staselovich Ilya Shymanovich Yauhen Tsurkin Artsiom Machekin 1 min 32 s 29 |

### Femmes
| Épreuves            | Or | Argent                                                                              | Bronze                                                                                   |
| ------------------- | --- | ----------------------------------------------------------------------------------- | ---------------------------------------------------------------------------------------- |
| Nage libre          | |                                                                                     |                                                                                          |
| 50 m                | Maria Kameneva 23 s 56 | Mélanie Henique 23 s 66                                                             | Pernille Blume 23 s 73                                                                   |
| 100 m               | Freya Anderson 51 s 49 | Béryl Gastaldello 51 s 85                                                           | Femke Heemskerk 51 s 88                                                                  |
| 200 m               | Freya Anderson 1 min 52 s 77 | Federica Pellegrini 1 min 52 s 88                                                   | Femke Heemskerk 1 min 53 s 35                                                            |
| 400 m               | Simona Quadarella 3 min 59 s 75 | Isabel Marie Gose 4 min 0 s 01                                                      | Ajna Késely 4 min 0 s 04                                                                 |
| 800 m               | Simona Quadarella 8 min 10 s 30 | Ajna Késely 8 min 11 s 77                                                           | Martina Caramignoli 8 min 12 s 36                                                        |
| Papillon            | |                                                                                     |                                                                                          |
| 50 m                | Mélanie Henique 24 s 56 CR | Béryl Gastaldello 24 s 78                                                           | Emilie Beckmann Jeanette Ottesen 25 s 15                                                 |
| 100 m               | Anastasiya Shkurdai 56 s 21 EJ | Elena Di Liddo 56 s 37                                                              | Ánna Dountounáki 56 s 44                                                                 |
| 200 m               | Katinka Hosszú 2 min 3 s 21 | Ilaria Bianchi 2 min 4 s 20                                                         | Zsuzsanna Jakabos 2 min 5 s 00                                                           |
| Dos                 | |                                                                                     |                                                                                          |
| 50 m                | Kira Toussaint 25 s 84 | Béryl Gastaldello 26 s 03                                                           | Alicja Tchórz 26 s 16                                                                    |
| 100 m               | Kira Toussaint 55 s 71 | Maria Kameneva 56 s 10                                                              | Georgia Davies 56 s 73                                                                   |
| 200 m               | Margherita Panziera 2 min 1 s 45 | Daryna Zevina 2 min 2 s 25                                                          | Kira Toussaint 2 min 3 s 04                                                              |
| Brasse              | |                                                                                     |                                                                                          |
| 50 m                | Benedetta Pilato 29 s 32 WJ | Martina Carraro 29 s 60                                                             | Mona McSharry 29 s 87                                                                    |
| 100 m               | Martina Carraro 1 min 4 s 51 | Arianna Castiglioni 1 min 5 s 01                                                    | Jenna Laukkanen 1 min 5 s 12                                                             |
| 200 m               | Maria Temnikova 2 min 18 s 35 | Molly Renshaw 2 min 19 s 66                                                         | Martina Carraro 2 min 19 s 68                                                            |
| 4 nages             | |                                                                                     |                                                                                          |
| 100 m               | Katinka Hosszú 57 s 36 | Maria Kameneva 57 s 59                                                              | Jenna Laukkanen 58 s 62                                                                  |
| 200 m               | Katinka Hosszú 2 min 4 s 68 | Maria Ugolkova 2 min 6 s 59                                                         | Siobhan-Marie O'Connor 2 min 6 s 74                                                      |
| 400 m               | Katinka Hosszú 4 min 25 s 10 | Zsuzsanna Jakabos 4 min 28 s 76                                                     | Ilaria Cusinato 4 min 29 s 13                                                            |
| Relais              | |                                                                                     |                                                                                          |
| 4 × 50 m nage libre | France Béryl Gastaldello Mélanie Henique Léna Bousquin Anna Santamans 1 min 35 s 21 Pays-Bas Tamara van Vliet Kira Toussaint Femke Heemskerk Valerie van Roon 1 min 35 s 21 | Non décernée                                                                        | Danemark Julie Kepp Jensen Jeanette Ottesen Emilie Beckmann Pernille Blume 1 min 35 s 24 |
| 4 × 50 m 4 nages    | Pologne Alicja Tchórz Dominika Sztandera Kornelia Fiedkiewicz Katarzyna Wasick 1 min 44 s 85                                                                                | Italie Silvia Scalia Benedetta Pilato Elena Di Liddo Silvia Di Pietro 1 min 44 s 92 | Russie Maria Kameneva Nika Godun Arina Surkova Daria S. Ustinova 1 min 44 s 96           |

### Mixte
| Épreuves            | Or                                                                                               | Argent                                                                              | Bronze                                                                                      |
| ------------------- | ------------------------------------------------------------------------------------------------ | ----------------------------------------------------------------------------------- | ------------------------------------------------------------------------------------------- |
| Relais              |                                                                                                  |                                                                                     |                                                                                             |
| 4 × 50 m nage libre | Russie Vladimir Morozov Vladislav Grinev Arina Surkova Maria Kameneva 1 min 28 s 31 ER, CR       | Royaume-Uni Duncan Scott Scott McLay Anna Hopkin Freya Anderson 1 min 28 s 64       | France Maxime Grousset Florent Manaudou Mélanie Henique Beryl Gastaldello 1 min 28 s 86     |
| 4 × 50 m 4 nages    | Russie Kliment Kolesnikov Vladimir Morozov Arina Surkova Maria Kameneva 1 min 36 s 22 WR, ER, CR | Pays-Bas Kira Toussaint Arno Kamminga Joeri Verlinden Femke Heemskerk 1 min 37 s 12 | Danemark Mathias Zander Rysgaard Tobias Bjerg Jeanette Ottesen Pernille Blume 1 min 38 s 02 |